# Oudemansia esakii
Oudemansia esakii är en urinsektsart som först beskrevs av Sôichirô Kinoshita 1932.  Oudemansia esakii ingår i släktet Oudemansia och familjen Neanuridae. Inga underarter finns listade i Catalogue of Life.